# Калантарова, Ольга Калантаровна
Ольга Калантаровна Калантарова, Калантарова-Ильина (арм. Օլգա Քալանթարովա, 1877, Тифлис — 8 ноября 1952, Ленинград) — пианистка, профессор Санкт-Петербургской консерватории. Заслуженный деятель искусств РСФСР (1938).

## Биография
Училась музыке в Тифлисской школе, окончив класс фортепиано в 1895 году
Анна Есипова обратила внимание на творческий потенциал Ольги, когда той было пятнадцать лет, и ради продолжения учёбы поселила её в своём собственном доме в Санкт-Петербурге. Будучи ученицей Есиповой, Ольга окончила в 1902 году Санкт-Петербургскую консерваторию, после чего с 1903 осталась в консерватории адъюнктом Анны Николаевны.
Выступала как соло, так и трио вместе с Леопольдом Ауэром (скрипка) и Александром Вержбиловичем (виолончель) в концертах Санкт-Петербургского отделения Императорского Русского музыкального общества (1903 и позднее).
В Санкт-Петербургской консерватории занимала также должности: младший преподаватель (1905), старший преподаватель (1908), профессор 2-й степени (1912), профессор (с 1926, утв. 1946—1950); член президиума отдела игры на фортепиано (1924/1925), заместитель председателя (1925), председатель (1926/1927). Представитель отдела игры на фортепиано в совете факультета, председатель комиссии по выработке новой методической программы обучения на фортепиано (1928); заведующая фортепианным отделом (1932—1936).
В 1919—1923 участвовала пропаганде музыкальной культуры, деятельности клубов на фабриках и заводах Петрограда с целью выявления музыкально одаренной молодежи.
Помимо консерватории, преподавала фортепиано в Музыкальной школе-десятилетке при Ленинградской государственной консерватории (1936—1941) и в Техникуме (Музыкальном училище) Ленинградской государственной консерватории (1935—1941), а также работала в Доме культуры Кировского района в качестве консультанта (1935—1941).
В своей педагогической деятельности развивала принципы, усвоенные от Анны Есиповой. Добивалась от учеников предельной технической отточенности, яркой рельефности, тембрового разнообразия и выразительной артикуляции в исполнении как классической, так и современной музыки. Ученики класса Калантаровой успешно конкурировали на учебных концертах с учениками классов Л. В. Николаева и С. И. Савшинского.
Среди выдающихся выпускников — М. С. Друскин, Т. С. Салтыкова, И. Д. Ханцин, Э. А. Элинсон, А. С. Барон, В. И. Слоним, Г. И. Ганкина, Д. Ф. Салиман-Владимиров и др.
Была удостоена звания Заслуженный деятель искусств РСФСР (21.02.1938) и награждена медалью «За трудовую доблесть» в 1946.
Скончалась 8 ноября 1952 года, похоронена в «Некрополе мастеров искусств» рядом с мужем, пианистом Евгением Ивановичем Ильиным, недалеко от подруги и учительницы их обоих Анны Есиповой.
Над могилой на гранитном цоколе установлен погребальный памятник из мелкозернистого белого мрамора, созданный в 1900 году итальянским скульптором Антонио Ардженти, изображающий ангельскую женщину, сидящую с наклоненной головой и переплетенными руками на пьедестале, покрытом цветами.